# جواد سادات نجاد
جواد سادات نجاد ( جواد سادت ‌نجاد؛ وُلد عام 1972 في كاشان) هو سياسي إيراني، ونائب في الدورة العاشرة والحادية عشرة من مجلس الشورى الإسلامي، وشغل منصب وزير الجهاد الزراعي في حكومة إبراهيم رئيسي.